# Arroyo Tres Cruces (Uruguay)
El Arroyo Tres Cruces es un curso de agua uruguayo que atraviesa el departamento de Tacuarembó perteneciente a la cuenca hidrográfica del Río de la Plata.
Nace en la Cuchilla de las Tres Cruces y desemboca en el Arroyo Tacuarembó Chico tras recorrer alrededor de 101 km.